# Afrodita púdica

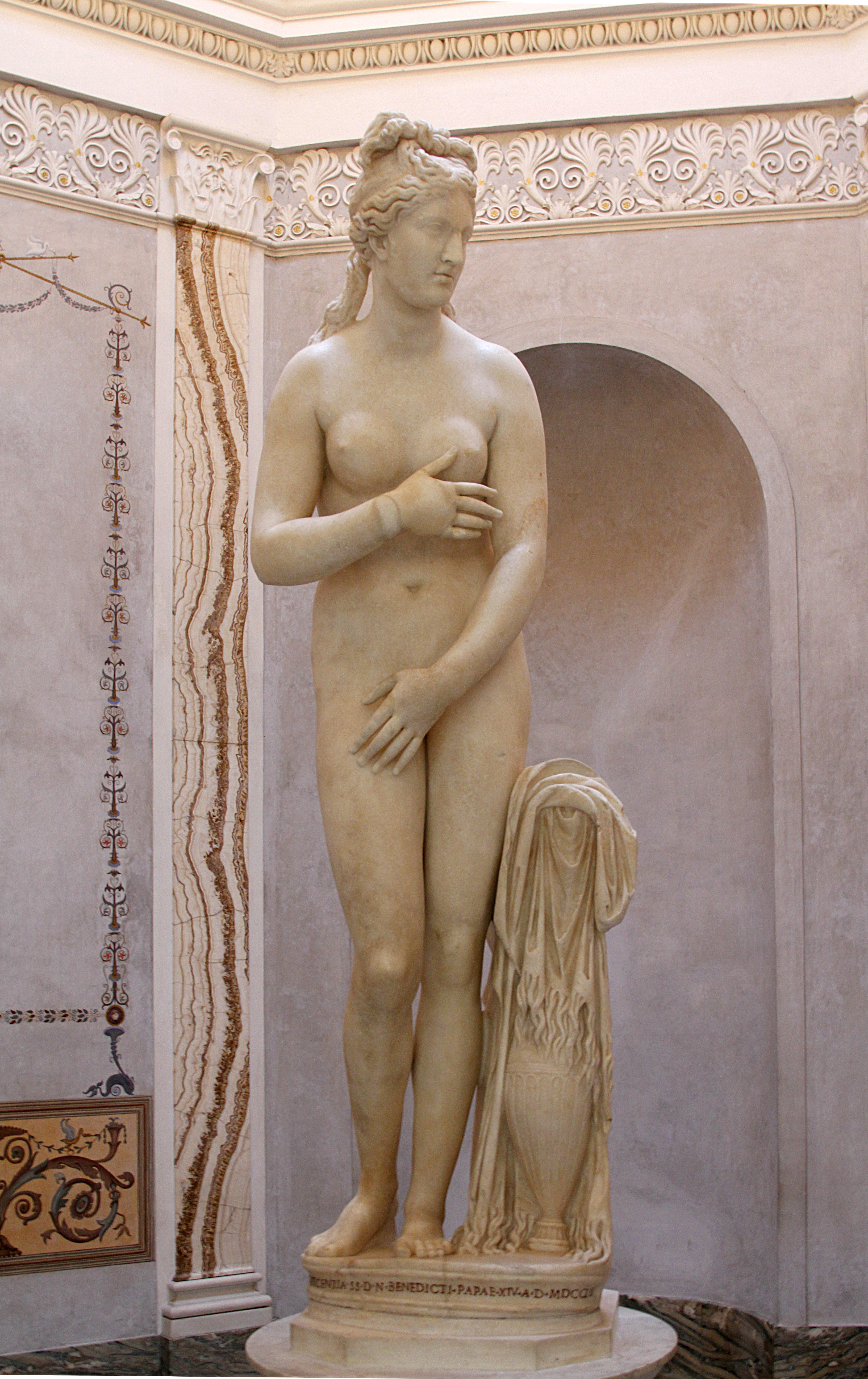
La Venus Capitolina

Afrodita púdica es un modo de representar a la diosa, desnuda y semidesnuda, mientras con los brazos se cubre el pubis y/o los senos.
La primera figura femenina desnuda del arte griego fue esculpida por Praxíteles y fue la célebre Afrodita de Cnido que, antes de sumergirse en el baño ritual, agarró un paño y con la izquierda hizo un ademán para cubrirse las partes íntimas, atrapada en un gesto natural que humanizaba a la diosa hasta entonces representada de manera solemne y sagrada.
El tema de la Venus púdica tuvo particular desarrollo en época helenística, con las obras de Doidalsa (Venus agachada) y de otros escultores anónimos, como la Venus Landolina, la Capitolina y la Médici. Muy popular también en época romana, el tema fue retomado por los artistas del Renacimiento en adelante: el homenaje más antiguo es el de la Eva de Masaccio en la Capilla Brancacci (1424-1425).

## Galería de imágenes

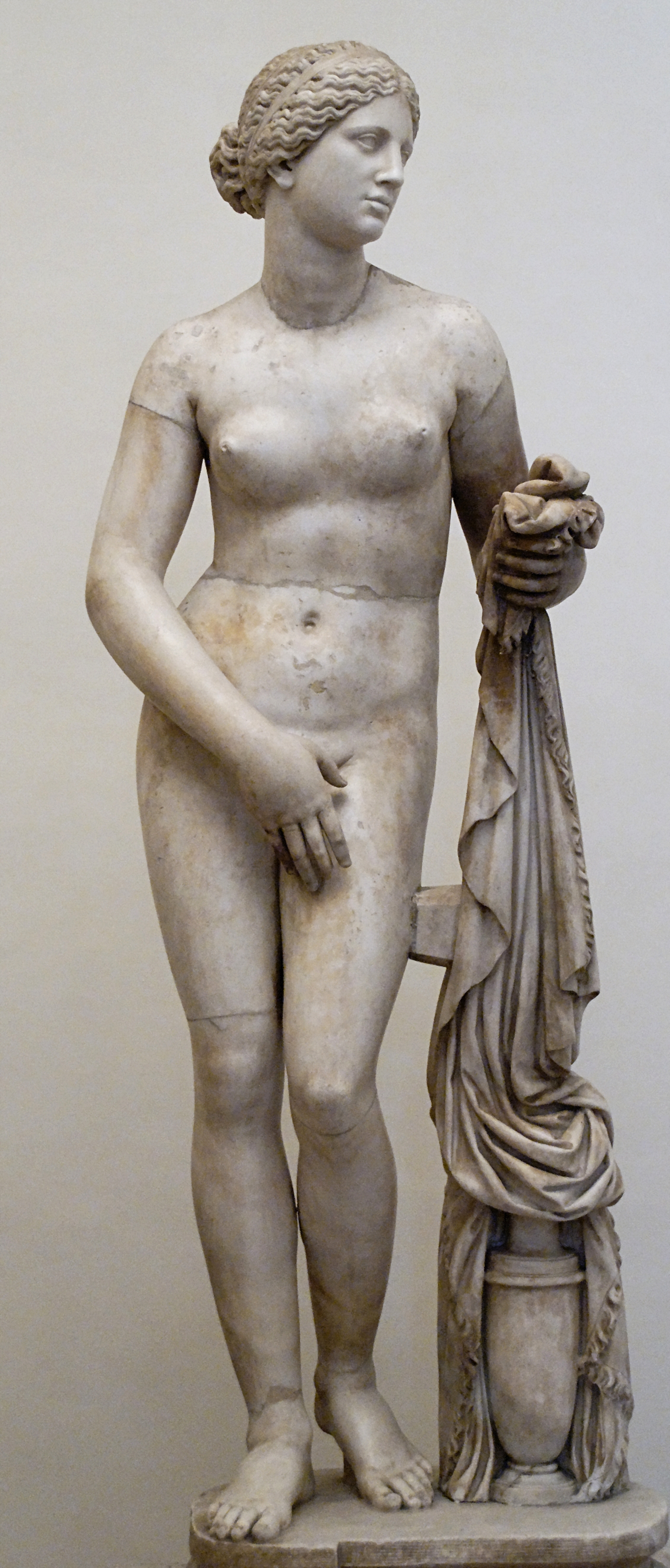
Afrodita de Cnido de Praxíteles
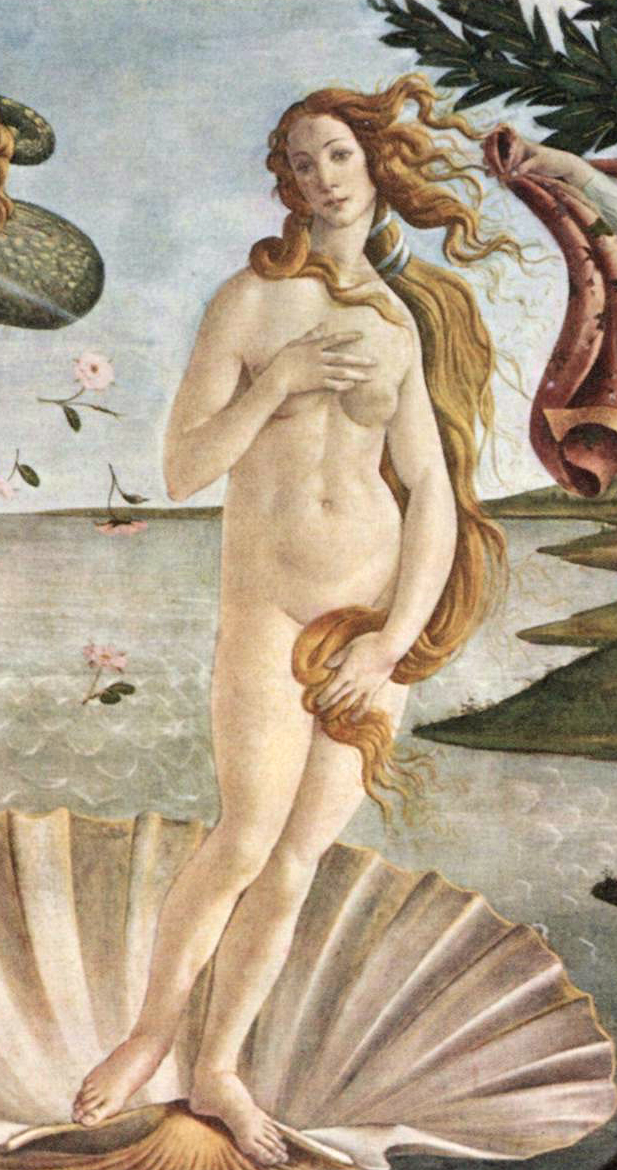
El nacimiento de Venus de Botticelli (fragmento)
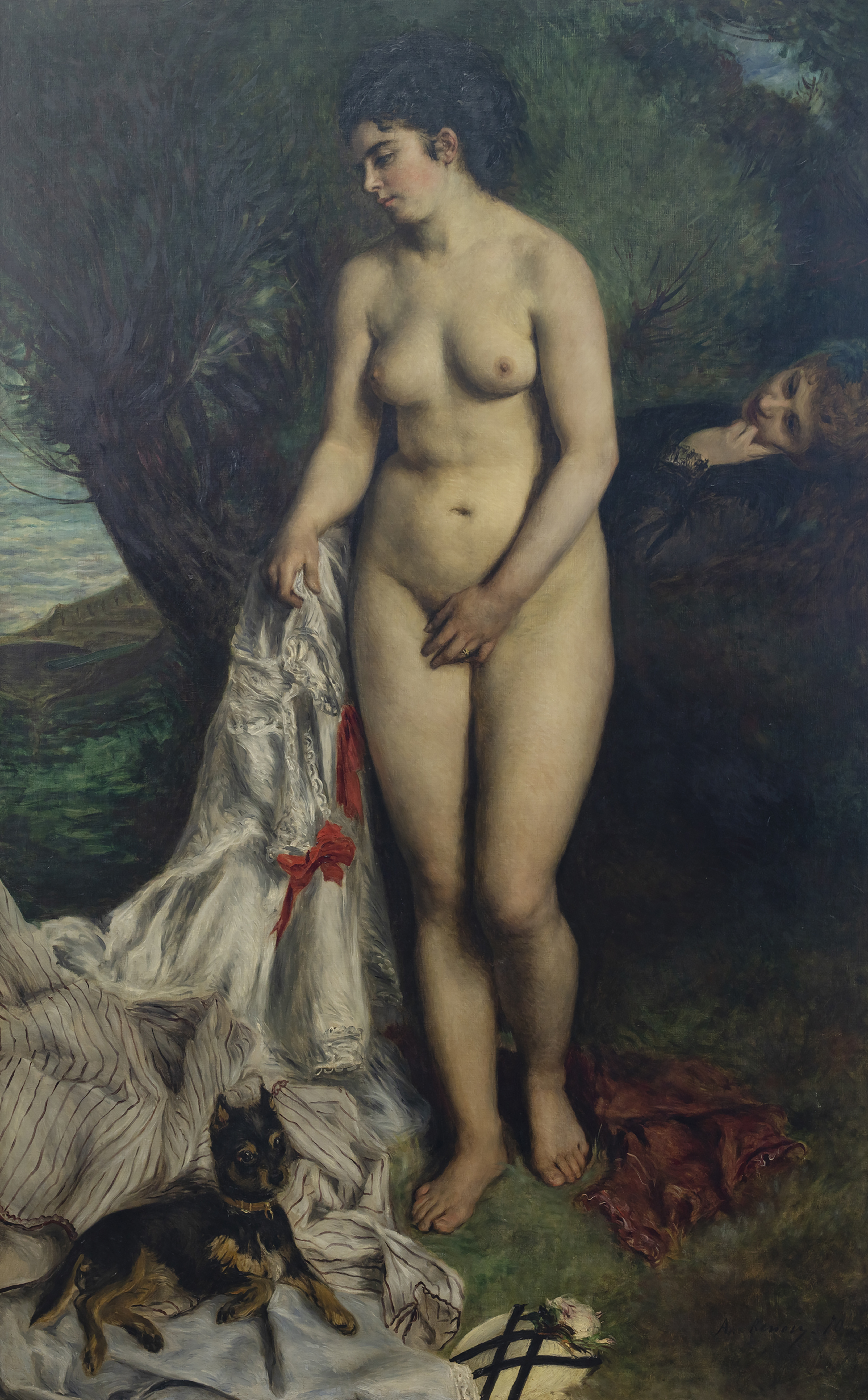
La bañista con el grifón de Auguste Renoir
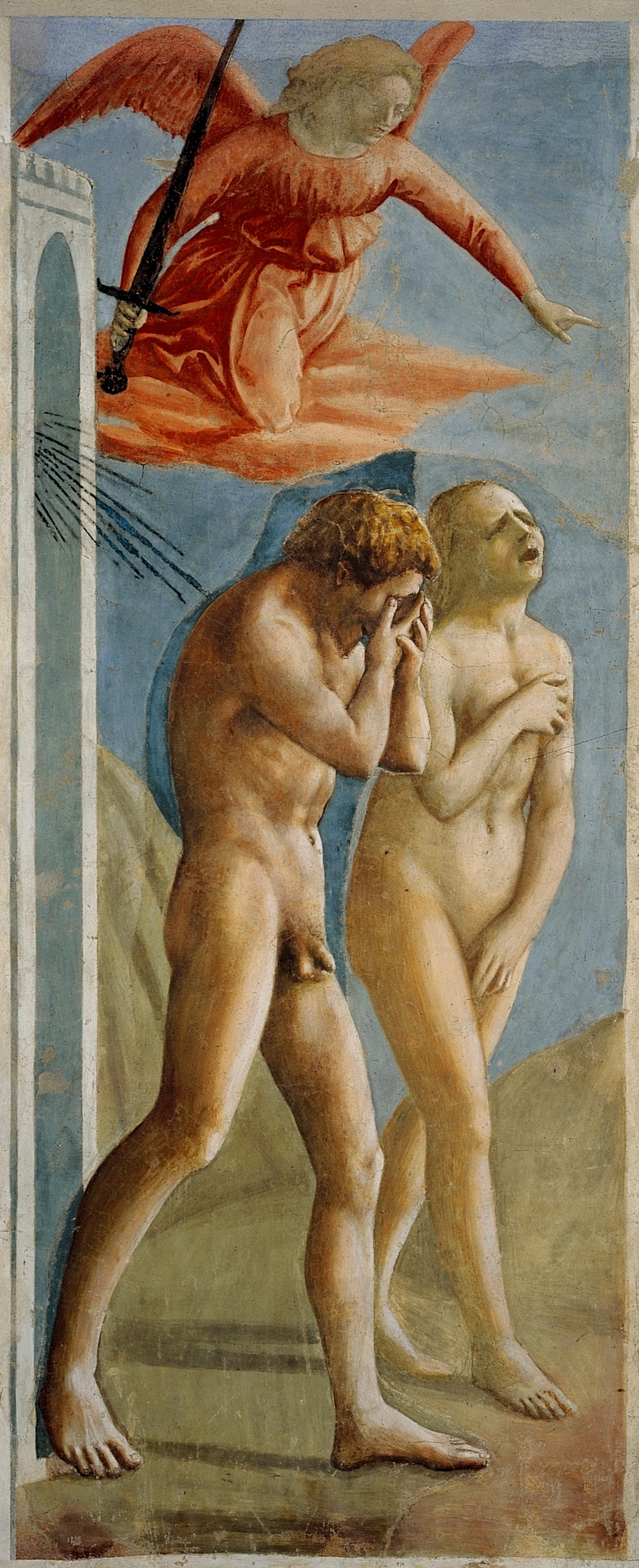
Expulsión de Adán y Eva del Paraíso terrenal de Masaccio, se ve a Eva en posición de Afrodita púdica.
La actriz pornográfica Sativa Verte completamente desnuda en una playa y en posición de Afrodita púdica.